# Operation Sussex
Die Operation Sussex war eine militärische Operation des amerikanischen Geheimdienstes Office of Strategic Services und der Forces françaises libres im Jahr 1944.
Im Vorfeld der Invasion in der Normandie (Operation Overlord) wurden französische Fallschirmagenten eingesetzt, um deutsche Truppenbewegungen in Frankreich aufzuklären. Es wurden jeweils Zweiertrupps eingesetzt, die ihre Beobachtungen über Funk nach England meldeten.